# عجول
عجول (به عربی: عجول) یک منطقهٔ مسکونی در فلسطین است.

## خصوصیات
عجول ۱٬۲۳۷ نفر جمعیت دارد.